# Griselda Ossia la Virtù al Cimento
Griselda Ossia la Virtù al Cimento (svensk titel: Griselda) är ett italienskt lyriskt drama i fyra akter med libretto av okänt person och musik av Ferdinando Paër. Skådespelet översattes till svenska av Carl Gustaf Nordforss och den svenska baletten gjordes av Louis Deland. Den framfördes i Sverige 28 februari 1810 på Gustavianska operahuset, Stockholm.

## Roller
| Roller      | Stämma | Premiärbesättning | Rollbesättning vid den svenska premiären den 28 februari 1810 (Dirigent: ) |
| ----------- | ------ | ----------------- | -------------------------------------------------------------------------- |
| Griselda    |        |                   | Giulia Ronchetti Angelucci                                                 |
| Markisinnan |        |                   | Elisabeth Fahlgren                                                         |
| Lisetta     |        |                   | Inga Åberg                                                                 |
| Doristella  |        |                   | Elise Frösslind                                                            |
| Greven      |        |                   | G. Åman                                                                    |
| Gianiculo   |        |                   | Johan Jacob Fahlgren                                                       |
| Pagano      |        |                   | Axel Fredrik Cederholm                                                     |
| Lesbino     |        |                   | Louis Deland                                                               |